# Conselho da Igreja Batista de Nagalândia
O Conselho da Igreja Batista de Nagalândia (em inglês:  Nagaland Baptist Church Council) é uma associação cristã evangélica de Igrejas batistas em Índia. Ela é afiliada à Aliança Batista Mundial. A sede está localizada em Coimá.

## História

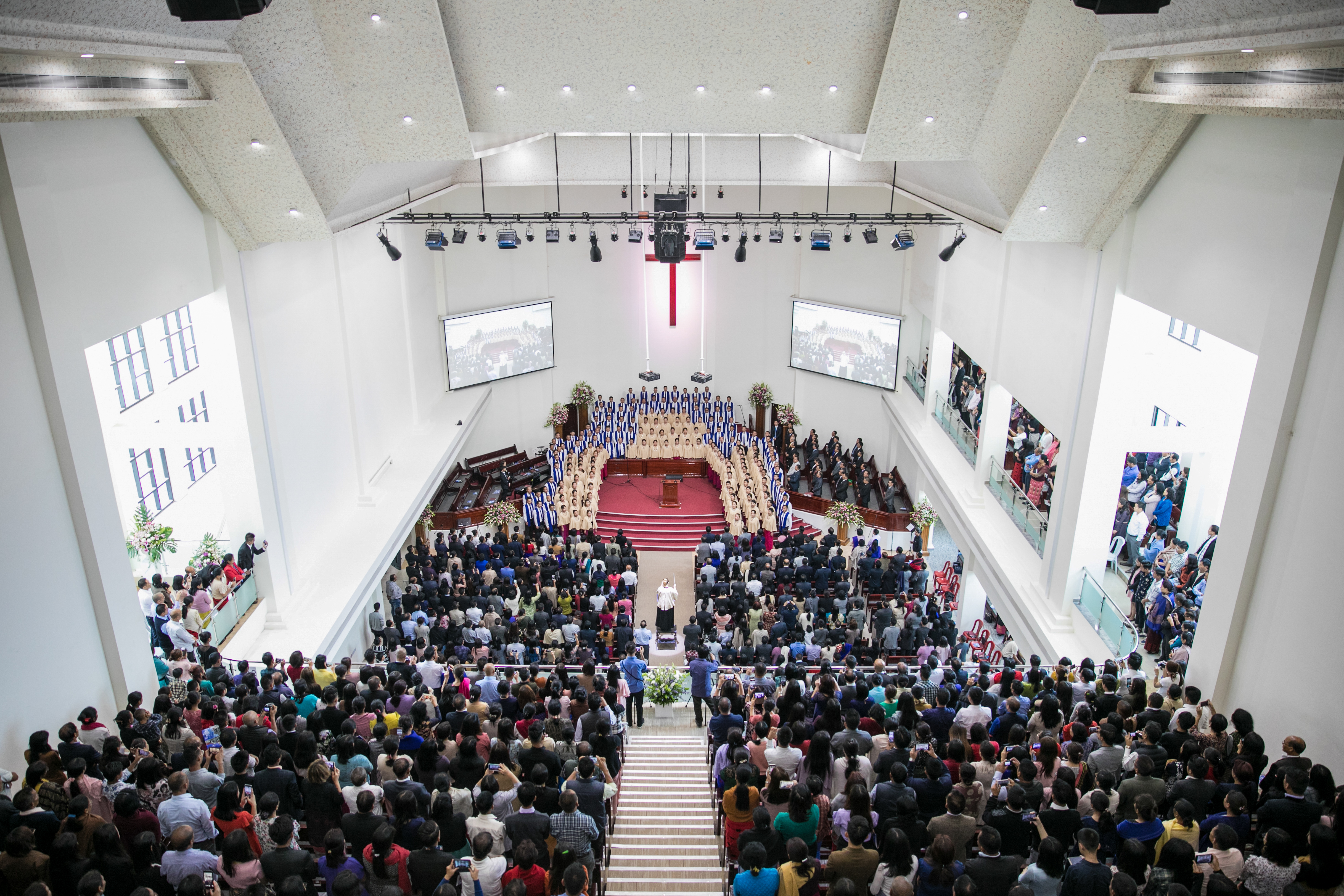
Serviço na Igreja Batista de Coimá em Coimá, afiliada ao Conselho da Igreja Batista de Nagalândia, 2019.

O conselho tem suas origens em uma American Baptist Mission (Igrejas batistas americanas EUA) em 1839. Foi oficialmente fundado em 1937 como o Naga Hills Baptist Church Council. Em 1950, o conselho tornou-se membro fundador do Conselho de Igrejas Batistas no Nordeste da Índia. Em 1953, recebeu o nome atual. Em 2007, tinha 1.347 igrejas e 454.349 membros. De acordo com um censo da associação, em 2023 ela disse que tinha 1,661 igrejas e 648,096 membros.

## Escolas
A Convenção tem 2 institutos teológicos, o Seminário Teológico Oriental em Baden (perto de Dimapur) fundado em 1991 e a Faculdade Teológica da Trindade.